# ألعاب الاتحاد الدولي لرياضة المكفوفين العالمية
ألعاب الاتحاد الدولي لرياضة المكفوفين العالمية (المعروفة سابقًا باسم بطولات وألعاب آي بي إس أي العالمية) أو ألعاب العالم للمكفوفين هي حدث دولي متعدد الرياضات، يقام كل أربع سنوات، وينظمه الاتحاد الدولي لرياضات المكفوفين (آي بي إس أي). تتيح هذه الأحداث للرياضيين المكفوفين وضعاف البصر التنافس في عدد من الألعاب الرياضية.  أقيم الحدث الأول في مدريد بإسبانيا عام 1998. 

## النُسخ
| نسخة | سنة  | مضيف                      | تاريخ            | رياضة |
| ---- | ---- | ------------------------- | ---------------- | ----- |
| 1    | 1998 | إسبانيا، مدريد            | يوليو 18–26      | 4     |
| 2    | 2003 | كندا، كيبك                | أغسطس 5–10       | 5     |
| 3    | 2007 | البرازيل، ساو باولو       | يوليو 28-أغسطس 8 | 6     |
| 4    | 2011 | تركيا، أنطاليا            | أبريل 1–10       | 7     |
| 5    | 2015 | كوريا الجنوبية، سول       | مايو 8–18        | 10    |
| 6    | 2019 | لم تُعقد                   | -                | -     |
| 7    | 2023 | المملكة المتحدة، برمنغهام | أغسطس 18–27      | 11    |

### الاتحاد الدولي لرياضة المكفوفين دورة الألعاب العالمية للشباب (WYC)
- الاسم السابق: الاتحاد الدولي لرياضة المكفوفين دورة الألعاب العالمية للشباب والطلاب

| النسخة | سنة  | مضيف                               | تاريخ        | رياضات |
| ------ | ---- | ---------------------------------- | ------------ | ------ |
| 1      | 2005 | الولايات المتحدة، كولورادو سبرينغز | أغسطس 4–10   | 5      |
| 2      | 2007 | الولايات المتحدة، كولورادو سبرينغز | يوليو 11–17  | 5      |
| 3      | 2009 | الولايات المتحدة، كولورادو سبرينغز | يوليو 15–20  | 3      |
| 4      | 2011 | الولايات المتحدة، كولورادو سبرينغز | يوليو 13–18  | 3      |
| 5      | 2013 | الولايات المتحدة، كولورادو سبرينغز | سبتمبر 13–15 | 2      |
| 6      | 2015 | الولايات المتحدة، كولورادو سبرينغز | يوليو 26–30  | 1      |
| 7      | 2017 | هنغاريا, بوداورس                   | يوليو 1–9    | 1      |

- المصادر: [9]

## تاريخ

### دورة ألعاب آي بي إس أي العالمية 1998
أُقيمت أول دورة رياضية في عام 1998 في مدريد، إسبانيا لألعاب القوى والسباحة وكرة الهدف والجودو للمكفوفين وضعاف البصر.

### دورة ألعاب آي بي إس أي العالمية 2003
تضمنت بطولة عام 2003 في كيبك، كندا كرة القدم الخماسية وكرة الهدف والجودو، كما تمت إضافة تخصصات أخرى إلى الحدث. تمكن الرياضيون المكفوفون من المنافسة في الرياضات التالية: رفع الأثقال، وكرة البولينج ذات العشرة دبابيس والتسعة دبابيس، والتزلج على المنحدرات، والرماية، والسباحة، والرماية، وكرة الطوربول، والتزلج الشمالي، وألعاب القوى، وركوب الدراجات. على الرغم من إضافة الكثير من الرياضات الشتوية إلى القائمة مثل التزلج، ولكن أيضًا البولينج والعديد من الرياضات الأخرى، إلا أنها أقيمت في خمس رياضات: السباحة، وألعاب القوى، وكرة الهدف، والجودو، ورفع الأثقال.

### دورة ألعاب آي بي إس أي العالمية 2007
أُقيمت دورة 2007 في الفترة من 28 يوليو إلى 8 أغسطس في ساو باولو، البرازيل. وكانت الرياضات هي رفع الأثقال، والجودو، وكرة الهدف، وكرة القدم، والسباحة، وألعاب القوى.

### دورة ألعاب آي بي إس أي العالمية 2011
كانت الرياضات في أنطاليا، تركيا 2011 هي ألعاب القوى، والشطرنج، وكرة الصالات (كرة القدم) B1، وكرة الصالات (كرة القدم) B2/B3، وكرة الهدف، والجودو، ورفع الأثقال، والسباحة.

### دورة ألعاب آي بي إس أي العالمية 2015
أُقيمت دورة 2015 في الفترة من 8 إلى 18 يونيو 2015، في سيول، كوريا الجنوبية.

### دورة ألعاب آي بي إس أي العالمية 2019
تم الإعلان عن ترشيح الدولة المضيفة لدورة ألعاب الاتحاد الدولي لرياضة الكفوفين العالمية 2019 في 3 مارس 2017.  ولم يكن من الممكن العثور على دولة مضيفة قادرة على استضافة جميع الألعاب الرياضية. وبدلاً من ذلك، أُقيمت بطولات التصفيات المؤهلة لدورة الألعاب البارالمبية لكرة الهدف والجودو التابعة للاتحاد الدولي للسباحة في فورت واين بولاية إنديانا بالولايات المتحدة الأمريكية في يونيو ويوليو 2019، بالتزامن مع الجمعية العامة الدولية التي تعقد كل أربع سنوات للاتحاد.